# Sportmászás a 2024. évi nyári olimpiai játékokon
A 2024. évi nyári olimpiai játékokon a sportmászás versenyszámait augusztus 5. és 10. között rendezték meg. Összesen 4 versenyszámban avattak olimpiai bajnokot.

## Éremtáblázat
(A táblázatokban a rendező nemzet sportolói eltérő háttérszínnel, az egyes számoszlopok legmagasabb értéke vagy értékei vastagítással kiemelve.)
| A 2024. évi nyári olimpiai játékok éremtáblázata sportmászásban | A 2024. évi nyári olimpiai játékok éremtáblázata sportmászásban | A 2024. évi nyári olimpiai játékok éremtáblázata sportmászásban | A 2024. évi nyári olimpiai játékok éremtáblázata sportmászásban | A 2024. évi nyári olimpiai játékok éremtáblázata sportmászásban | Olimpia  |
| --------------------------------------------------------------- | --------------------------------------------------------------- | --------------------------------------------------------------- | --------------------------------------------------------------- | --------------------------------------------------------------- | -------- |
|                                                                 | Ország                                                          | Arany                                                           | Ezüst                                                           | Bronz                                                           | Összesen |
| 1.                                                              | Lengyelország (POL)                                             | 1                                                               | 0                                                               | 1                                                               | 2        |
| 2.                                                              | Indonézia (INA)                                                 | 1                                                               | 0                                                               | 0                                                               | 1        |
| 2.                                                              | Nagy-Britannia (GBR)                                            | 1                                                               | 0                                                               | 0                                                               | 1        |
| 2.                                                              | Szlovénia (SLO)                                                 | 1                                                               | 0                                                               | 0                                                               | 1        |
|                                                                 |                                                                 |                                                                 |                                                                 |                                                                 |          |
| 6.                                                              | Kína (CHN)                                                      | 0                                                               | 2                                                               | 0                                                               | 2        |
| 7.                                                              | Egyesült Államok (USA)                                          | 0                                                               | 1                                                               | 1                                                               | 2        |
| 8.                                                              | Japán (JPN)                                                     | 0                                                               | 1                                                               | 0                                                               | 1        |
|                                                                 |                                                                 |                                                                 |                                                                 |                                                                 |          |
| 9.                                                              | Ausztria (AUT)                                                  | 0                                                               | 0                                                               | 2                                                               | 2        |
|                                                                 |                                                                 |                                                                 |                                                                 |                                                                 |          |
| Összesen                                                        | Összesen                                                        | 4                                                               | 4                                                               | 4                                                               | 12       |

## Érmesek
| A 2024. évi nyári olimpiai játékok érmesei sportmászásban |                                           |                                          |                                          |
| Versenyszám                                               | Arany                                     | Ezüst                                    | Bronz                                    |
| Férfi kombinált                                           | Toby Roberts · Nagy-Britannia (GBR)       | Sorato Anraku · Japán (JPN)              | Jakob Schubert · Ausztria (AUT)          |
| Férfi gyorsasági                                          | Veddriq Leonardo · Indonézia (INA)        | Vu Peng (Wu Peng) · Kína (CHN)           | Sam Watson · Egyesült Államok (USA)      |
| Női kombinált                                             | Janja Garnbret · Szlovénia (SLO)          | Brooke Raboutou · Egyesült Államok (USA) | Jessica Pilz · Ausztria (AUT)            |
| Női gyorsasági                                            | Aleksandra Mirosław · Lengyelország (POL) | Teng Li-csüan (Deng Lijuan) · Kína (CHN) | Aleksandra Kałucka · Lengyelország (POL) |